# Tractat d'Amiens

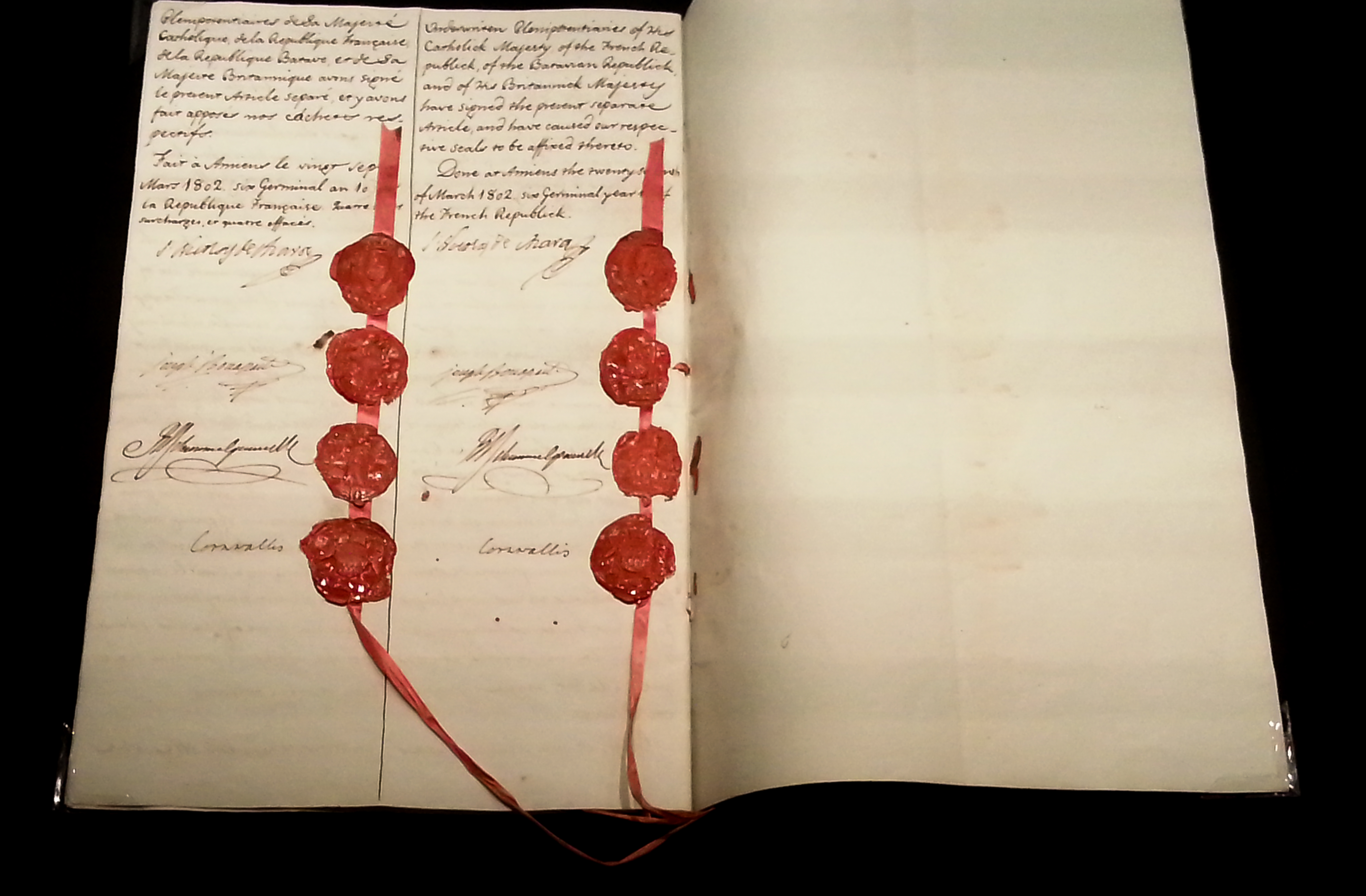
Pàgina del tractat amb els vuit segells i corresponents rúbriques dels signants

El Tractat d'Amiens o Pau d'Amiens fou un tractat que va marcar el final de les Guerres de la Revolució Francesa. i la Segona Coalició entre el Regne Unit de la Gran Bretanya i Irlanda i la Primera República Francesa que es va firmar a la ciutat d'Amiens el 27 de març de 1802. El tractat va durar només un any perquè havia deixat sense solució alguns aspectes importants per mantenir la pau. En aquest tractat es va establir els següents punts:
1. La retirada francesa i britànica d'Egipte i el seu retorn a Turquia.
2. La restitució britànica de totes les conquestes de França i els seus aliats, excepte Ceilan, Gibraltar i l'illa de Trinitat. L'illa de Menorca seria retornada a Espanya.
3. L'evacuació del Regne de Nàpols i dels Estats Pontificis per part de França.
4. El retorn de l'illa de Malta als cavallers de l'orde de Sant Joan de Jerusalem.

El tractat d'Amiens no va tenir participació otomana i Selim va signar un tractat per separat amb França el 25 de juny de 1802, que restablia els privilegis francesos a l'imperi anteriors a la guerra.